# Milorad Krivokapić
Milorad Krivokapić (srp. Милорад Kривокапић; mađ. Milorád Krivokapics) (Senta, 30. srpnja 1980.) je srbijanski rukometaš koji je u razdoblju od 2004. do 2006. nastupao za reprezentaciju Srbije i Crne Gore dok od 2009. nastupa za Mađarsku. Igrač je visok 1,95 m i težak 115 kg te trenutno nastupa za slovenski Cimos Koper.
Krivokapić je rođen u vojvođanskom gradu Senti od majke Mađarice i oca Crnogorca.  Rukometaš je najprije nastupao za srpsko-crnogorsku rukometnu reprezentaciju dok je 2006. stekao pravo na mađarsko državljanstvo jer je u toj zemlji duži niz godina igrao za tamošnje klubove (Dunaferr SE i Pick Szeged). 2009. godine je prošlo trogodišnje razdoblje od posljednjeg nastupa za Srbiju i Crnu Goru te je Krivokapić stekao mogućnost nastupa za Mađarsku. Igrač je s mađarskom reprezentacijom nastupio na Europskom prvenstvu 2010. u Austriji i 2012. u Srbiji.

## Vanjske poveznice
- Milorad Krivokapić (en.Wiki)